# NOS (Bibliothekssoftware)
NOS, vormals News-Office-System, ist eine kommerziell entwickelte Software zur Verwaltung von Bibliotheksbeständen. Sie richtet sich vor allem an große Unternehmen, Behörden und Institutionen, die wissenschaftliche Spezial- und Fachbibliotheken unterhalten. Die Bibliotheksverwaltungssoftware wird seit 1988 von dem deutschen Unternehmen Bauer + Kirch GmbH entwickelt und als proprietäre Software für Windows vertrieben. Darüber hinaus wird eine Cloud-Variante angeboten.

## Funktionsumfang und Abgrenzung
NOS ist ein Bibliothekssystem, dessen Funktionsumfang die wesentlichen Bereiche des Bibliothekswesens sowohl für Bibliotheksmitarbeiter als auch für Nutzer (Leser) abbildet. Das Kernsystem besteht aus einem OPAC (auf Wunsch mit Dialogfunktion und/oder OPAC-App) sowie gattungstypischen Modulen zur Katalogisierung (ggf. mit Hilfe externer Datenquellen), Erwerbung, Ausleihe, Verwaltung von elektronischen Medien, einzelnen Artikeln, Periodika, Monographien usw. und zur Suche/Recherche. E-Mail-Verteiler, Vertrags-, Berechtigungs- und Umlaufverwaltung, Auswertungen und Statistiken, Kostenauswertung und -verrechnung (inkl. Kostenträger- und Kostenstellenrechnung) stellen weitere Funktionen des Systems dar. Es ist modular erweiterbar.

## Anwendungsgebiete und Verbreitung
NOS wurde für die Verwaltung von wissenschaftlichen Bibliotheksbeständen entwickelt und wird hauptsächlich von Unternehmen, Behörden und Instituten eingesetzt, die besondere Anforderungen an ihre Bestands- und Kostenverwaltung sowie die Verwaltung einzelner Artikel, Periodika und digitaler Medien stellen. Im Gegensatz zu öffentlichen Bibliotheken und Hochschulbibliotheken spielt der öffentliche Zugriff auf die Bestände bei diesen Bibliotheken keine Rolle.
Das System wird von zahlreichen Unternehmen, Krankenkassen, Banken und Versicherungen eingesetzt. Zudem zählen zahlreiche Behörden auf Landes- und Bundesebene (z. B. das Bundesministerium für Arbeit und Soziales und das Bundesministerium für Gesundheit) zu den Nutzern dieses Systems.